# دانشگاه شیزوئوکا
دانشگاه شیزوئوکا (به ژاپنی: 静岡大学, Shizuoka Daigaku (静大)) یک دانشگاه ملی در استان شیزوئوکا در ژاپن است.